# Gaujac (Lot-et-Garonne)
Gaujac (gaskognisch gleichlautend) ist eine französische Gemeinde mit 241 Einwohnern (Stand 1. Januar 2022) im Département Lot-et-Garonne in der Region Nouvelle-Aquitaine (vor 2016 Aquitaine). Die Gemeinde gehört zum Arrondissement Marmande und zum Kanton Marmande-1. Die Einwohner werden Gaujacais genannt.

## Geografie
Gaujac liegt etwa sechs Kilometer westsüdwestlich von Marmande an der Garonne, in die hier die Avance einmündet. Umgeben wird Gaujac von den Nachbargemeinden Sainte-Bazeille im Norden und Nordwesten, Marmande im Norden und Osten, Montpouillan im Süden, Marcellus im Westen und Südwesten sowie Couthures-sur-Garonne im Nordwesten.

## Bevölkerungsentwicklung
| 1962                       | 1968 | 1975 | 1982 | 1990 | 1999 | 2006 | 2018 |
| -------------------------- | ---- | ---- | ---- | ---- | ---- | ---- | ---- |
| 396                        | 392  | 378  | 396  | 317  | 303  | 296  | 251  |
| Quellen: Cassini und INSEE |      |      |      |      |      |      |      |

## Kirchen
- Kirche Saint-Paul, 1864 erbaut

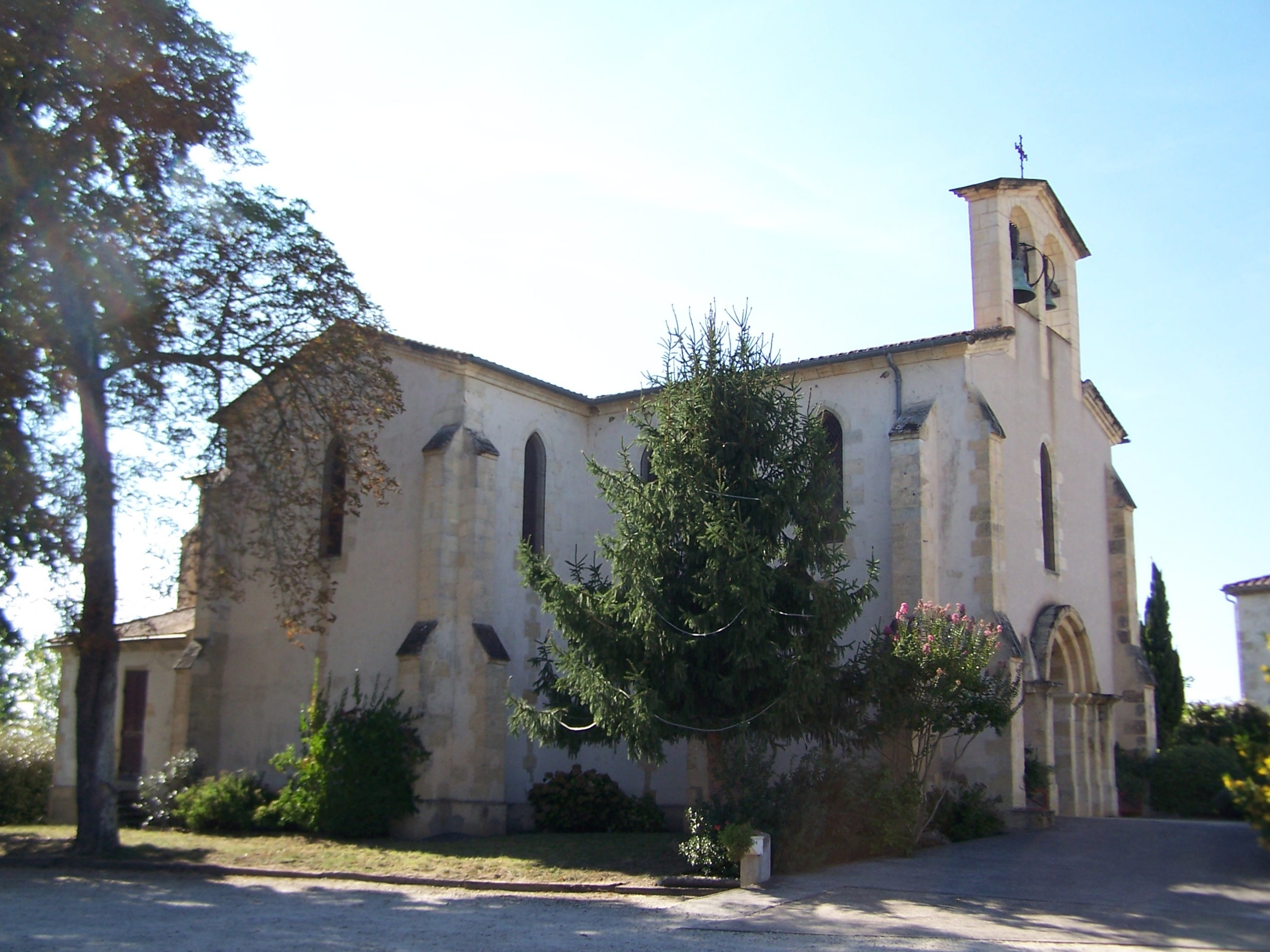
Kirche Saint-Paul

- Schloss Cantecourt aus dem 15. Jahrhundert
- Burg Gaujac aus dem 13. Jahrhundert, nur noch sporadische Reste erhalten, seit dem 19. Jahrhundert Gutshof
- Mühle